# Komitat Warasdin
Das Komitat Warasdin (kroatisch Varaždinska županija, ungarisch Varasd vármegye) war eine historische Verwaltungseinheit (Gespanschaft, bzw. Komitat) im Königreich Kroatien und Slawonien (ungarisch Horvát-Szlavónország), einem autonomen Königreich unter der Stefanskrone innerhalb der Habsburgermonarchie.
Der Komitatssitz war in Varaždin. Das Komitat umfasste eine Fläche von 2.507 km². Der Volkszählung von 1910 zufolge hatte das Komitat 307.010 Einwohner.
Im heutigen Kroatien liegen auf demselben Gebiet in etwa die Gespanschaften Varaždin und Krapina-Zagorje.

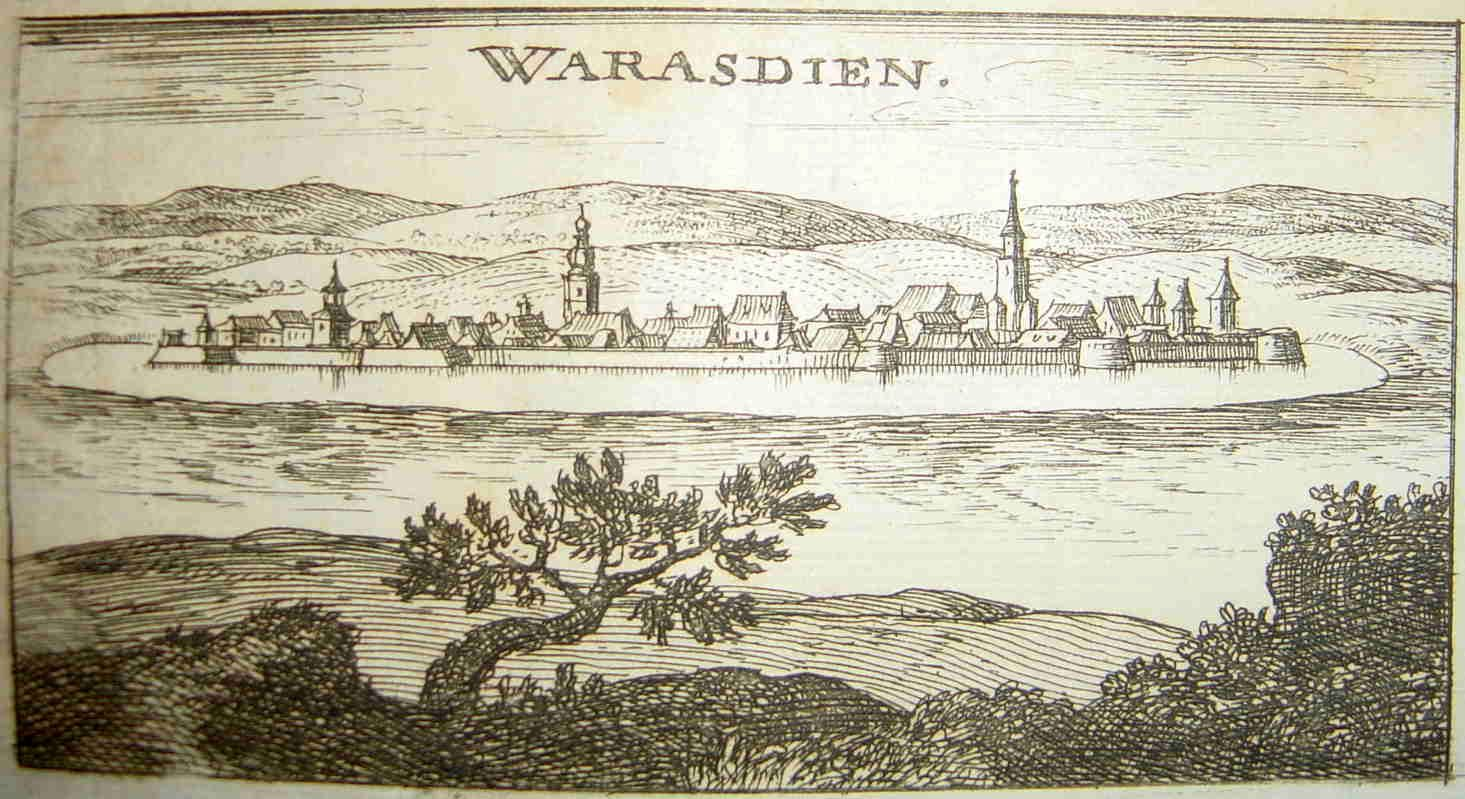
Varaždin im 17. Jahrhundert

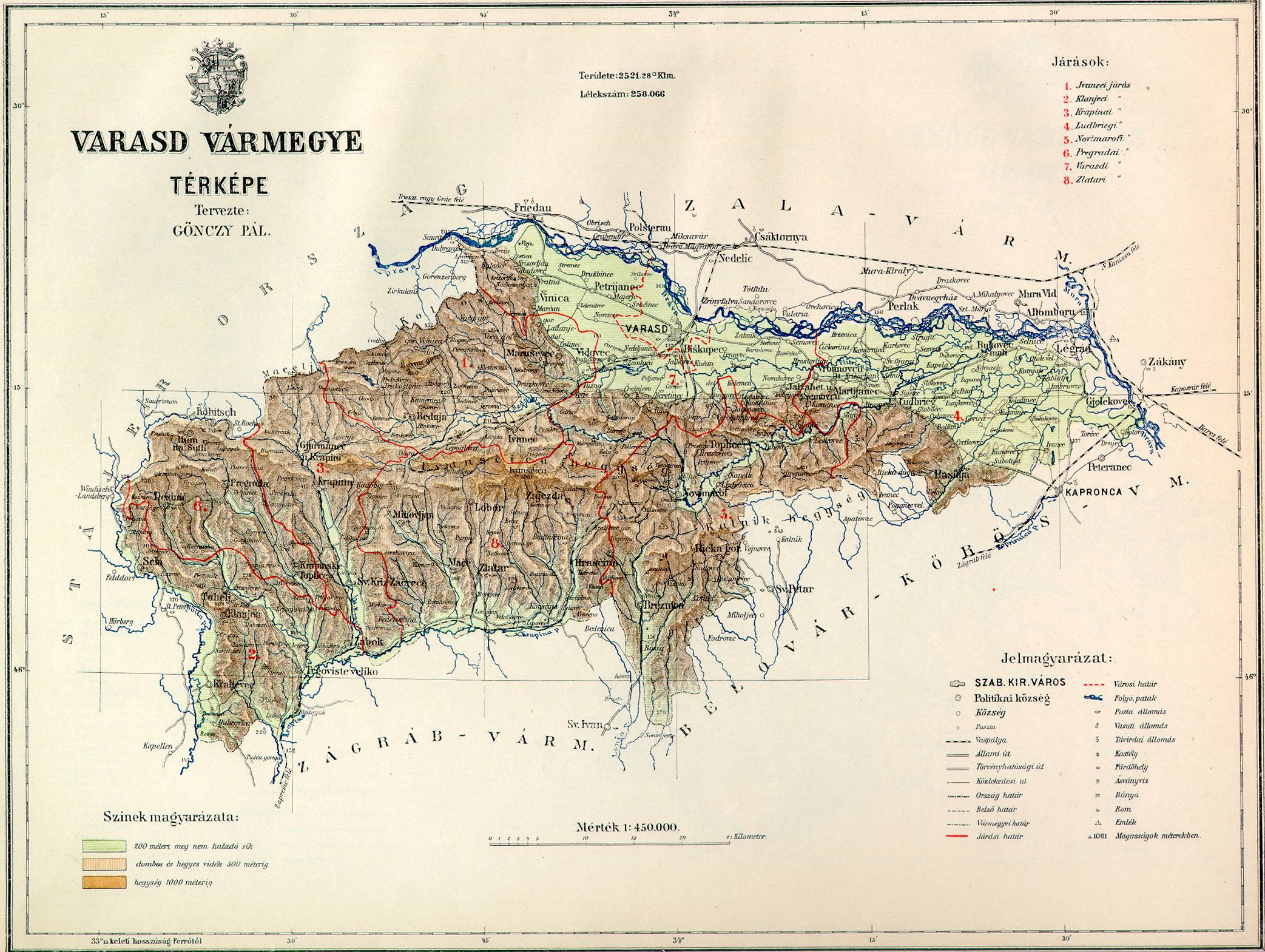
Landkarte des Komitats Varaždin um 1890

## Bezirksunterteilung
Das Komitat bestand im frühen 20. Jahrhundert aus folgenden Stuhlbezirken (nach dem Namen des Verwaltungssitzes benannt):
| Stuhlbezirke (járások)                  | Stuhlbezirke (járások) |
| Stuhlbezirk                             | Verwaltungssitz        |
| --------------------------------------- | ---------------------- |
| Ivanec                                  | Ivanec                 |
| Klanjec                                 | Klanjec                |
| Krapina                                 | Krapina                |
| Ludbreg                                 | Ludbreg                |
| Novi Marof                              | Novi Marof             |
| Pregrada                                | Pregrada               |
| Varasd                                  | Varaždin               |
| Zlatar                                  | Zlatar                 |
| Stadtkreis (törvényhatósági jogú város) |                        |
| Varaždin                                |                        |

Alle genannten Orte liegen im heutigen Kroatien.